# Yuri Alberto
Yuri Alberto Monteiro da Silva, noto semplicemente come Yuri Alberto (São José dos Campos, 18 marzo 2001), è un calciatore brasiliano, attaccante del Corinthians e della nazionale brasiliana.

## Caratteristiche tecniche
È un centravanti forte fisicamente e dotato di un'ottima velocità palla al piede.

## Carriera

### Club
Calcisticamente cresciuto nel settore giovanile del Santos, ha esordito in prima squadra il 17 novembre 2017, nella partita di Série A persa per 1-3 sul campo del Bahia.

### Nazionale
Nel 2017 ha vinto il campionato sudamericano Under-17.
Il 25 marzo 2023 ha esordito con la nazionale maggiore brasiliana, nell'amichevole persa per 1-2 contro il Marocco a Tangeri.

## Statistiche

### Presenze e reti nei club
Statistiche aggiornate al 12 dicembre 2024.
| Stagione             | Squadra              | Campionato           | Campionato | Campionato | Coppe nazionali | Coppe nazionali | Coppe nazionali | Coppe continentali | Coppe continentali | Coppe continentali | Altre coppe | Altre coppe | Altre coppe | Totale | Totale |
| Stagione             | Squadra              | Comp                 | Pres       | Reti       | Comp            | Pres            | Reti            | Comp               | Pres               | Reti               | Comp        | Pres        | Reti        | Pres   | Reti   |
| -------------------- | -------------------- | -------------------- | ---------- | ---------- | --------------- | --------------- | --------------- | ------------------ | ------------------ | ------------------ | ----------- | ----------- | ----------- | ------ | ------ |
| 2017                 | Santos               | A                    | 2          | 0          |                 | -               | -               |                    | -                  | -                  |             | -           | -           | 2      | 0      |
| 2018                 | Santos               | A1/CP+A              | 4+9        | 1+0        | CB              | 2               | 1               | CL                 | 1                  | 0                  |             | -           | -           | 16     | 2      |
| 2019                 | Santos               | A1/CP+A              | 2+0        | 0+0        | CB              | 0               | 0               | CS                 | 0                  | 0                  |             | -           | -           | 2      | 0      |
| gen-ago 2020         | Santos               | A1/CP                | 3          | 1          |                 | -               | -               | CL                 | 2                  | 0                  |             | -           | -           | 5      | 1      |
| Totale Santos        | Totale Santos        | Totale Santos        | 20         | 2          |                 | 2               | 1               |                    | 3                  | 0                  |             | -           | -           | 25     | 3      |
| ago-dic 2020         | Internacional        | A                    | 23         | 10         | CB              | 3               | 1               | CL                 | 3                  | 0                  |             | -           | -           | 29     | 11     |
| 2021                 | Internacional        | A1/CG+A              | 13+33      | 4+12       | CB              | 2               | 0               | CL                 | 7                  | 3                  |             | -           | -           | 55     | 19     |
| gen 2022             | Internacional        | A1/CG                | 1          | 1          |                 | -               | -               |                    | -                  | -                  |             | -           | -           | 1      | 1      |
| Totale Internacional | Totale Internacional | Totale Internacional | 70         | 27         |                 | 5               | 1               |                    | 10                 | 3                  |             | -           | -           | 85     | 31     |
| gen-lug 2022         | Zenit                | PL                   | 11         | 4          | CR              | 2               | 2               | UEL                | 2                  | 0                  |             | -           | -           | 15     | 6      |
| lug-dic 2022         | Corinthians          | A                    | 20         | 8          | CB              | 6               | 3               | CL                 | 2                  | 0                  |             | -           | -           | 28     | 11     |
| 2023                 | Corinthians          | A1/CP+A              | 10+34      | 4+8        | CB              | 8               | 1               | CL+CS              | 5+6                | 0+2                |             | -           | -           | 63     | 15     |
| 2024                 | Corinthians          | A1/CP+A              | 11+29      | 5+15       | CB              | 7               | 2               | CS                 | 10                 | 9                  |             | -           | -           | 57     | 31     |
| Totale Corinthians   | Totale Corinthians   | Totale Corinthians   | 104        | 40         |                 | 21              | 6               |                    | 23                 | 11                 |             | -           | -           | 148    | 57     |
| Totale carriera      | Totale carriera      | Totale carriera      | 205        | 73         |                 | 30              | 10              |                    | 38                 | 14                 |             | -           | -           | 273    | 97     |

### Cronologia presenze e reti in nazionale
| Cronologia completa delle presenze e delle reti in nazionale ― Brasile | Cronologia completa delle presenze e delle reti in nazionale ― Brasile | Cronologia completa delle presenze e delle reti in nazionale ― Brasile | Cronologia completa delle presenze e delle reti in nazionale ― Brasile | Cronologia completa delle presenze e delle reti in nazionale ― Brasile | Cronologia completa delle presenze e delle reti in nazionale ― Brasile | Cronologia completa delle presenze e delle reti in nazionale ― Brasile | Cronologia completa delle presenze e delle reti in nazionale ― Brasile |
| Data                                                                   | Città                                                                  | In casa                                                                | Risultato                                                              | Ospiti                                                                 | Competizione                                                           | Reti                                                                   | Note                                                                   |
| ---------------------------------------------------------------------- | ---------------------------------------------------------------------- | ---------------------------------------------------------------------- | ---------------------------------------------------------------------- | ---------------------------------------------------------------------- | ---------------------------------------------------------------------- | ---------------------------------------------------------------------- | ---------------------------------------------------------------------- |
| 25-3-2023                                                              | Tangeri                                                                | Marocco                                                                | 2 – 1                                                                  | Brasile                                                                | Amichevole                                                             | -                                                                      | 85’                                                                    |
| Totale                                                                 |                                                                        | Presenze                                                               | 1                                                                      |                                                                        | Reti                                                                   | 0                                                                      |                                                                        |

## Palmarès

### Club

#### Competizioni nazionali
- Campionato russo: 1

Zenit San Pietroburgo: 2021-2022

#### Competizioni statali
- Campionato paulista: 1

Corinthians: 2025

### Nazionale
- Campionato sudamericano Under-17: 1

Cile 2017

### Individuale
- Capocannoniere del Campionato brasiliano: 1

2024 (15 reti ex aequo con Alerrandro)